# 貝殻テラス
『貝殻テラス』（かいがらテラス）は、1985年9月5日に発売された荻野目洋子の3枚目のアルバムである。発売元はビクター音楽産業。

## 解説
- シングルでは本人出演した花王「ビオレU」CM曲「恋してカリビアン」、TBS系愛の劇場「わが子よV」主題歌「心のままに〜I'm just a lady〜」を収録。
- 秋元康が5曲提供するなど、前作に比べ作詞家が男性中心となっている。
- 2010年3月24日には再発盤アルバム (デビュー25周年 リイシュー企画)『貝殻テラス [+4]』が発売され、ボーナストラックとして「愛のタイムカプセル」「スイート・ヴァケーション」「恋してカリビアン -New Version-」「心のままに〜I'm just a lady〜 -New Version-」も収録されている。[1]

## 収録曲

### オリジナル盤
- SIDE A

1. 恋してカリビアン
作詞：松井五郎／作曲・編曲：中崎英也
2. セシルは年頃
作詞：松井五郎／作曲・編曲：船山基紀
3. 哀愁キャラバン
作詞：岡田冨美子／作曲・編曲：水谷公生
4. 夕陽のゴンドラ
作詞：秋元康／作曲：田中弥生／編曲：萩田光雄
5. 2Bの鉛筆
作詞：松本隆／作曲・編曲：船山基紀

- SIDE B

1. 心のままに〜I'm just a lady〜
作詞・作曲：あらい舞／編曲：萩田光雄
2. 9月の都会
作詞：秋元康／作曲：見岳章／編曲：大谷和夫
3. 貝殻テラス
作詞：秋元康／作曲・編曲：船山基紀
4. ハートのプレゼント
作詞：秋元康／作曲：見岳章／編曲：大谷和夫
5. Joanna
作詞：秋元康／作曲・編曲：中崎英也

### 貝殻テラス+4
- 2010年3月24日発売。前述の通り、ボーナストラックとして新たに4曲収録された。

1. 恋してカリビアン
2. セシルは年頃
3. 哀愁キャラバン
4. 夕陽のゴンドラ
5. 2Bの鉛筆
6. 心のままに〜I'm just a lady〜
7. 9月の都会
8. 貝殻テラス
9. ハートのプレゼント
10. Joanna
11. 愛のタイムカプセル
作詞：秋元康／作曲・編曲：船山基紀
12. スイート・ヴァケーション
作詞：秋元康／作曲・編曲：中崎英也
13. 恋してカリビアン -New Version-
作詞：松井五郎／作曲：中崎英也／編曲：米光亮
14. 心のままに〜I'm just a lady〜 -New Version-
作詞・作曲：あらい舞／編曲：米光亮